# Leonhard von Spengel
Leonhard von Spengel (Monaco di Baviera, 24 settembre 1803 – Monaco di Baviera, 8 novembre 1880) è stato un filologo classico tedesco.

## Biografia
Frequentò il liceo nella sua città natale, dove fu l'allievo di Joseph Kopp e Johann von Gott Fröhlich. Dopo aver fatto l'esame per la scuola secondaria nel 1823, continuò gli studi in filologia classica presso le università di Lipsia e Berlino, ricevendo il dottorato presso l'Università di Monaco nel 1827.
Conosciuto per la sua edizione (1826) sull'opera De Lingua Latina di Varrone e successivamente fu nominato lettore. Come allievo universitario le sue influenze furono Gottfried Hermann (Lipsia) e August Boeckh e Immanuel Bekker (Berlino).
Rifiutò una cattedra presso l'Università di Kiel; dal 1830 insegnò lezioni come professore presso il ginnasio di Monaco di Baviera. Dal 1842 al 1847 fu professore presso l'Università di Heidelberg, e poi tornò a Monaco come professore universitario.
Nel 1841 fu membro dell'Accademia bavarese delle scienze.

## Opere
Tra le sue pubblicazioni vi è un'edizione su Ars Rhetorica ad Alexandrum, di Pietro Vettori, che fu dopo attribuito a Anassimene di Lampsaco (1844), la sua edizione della retorica di Aristotele (1867) e la sua edizione di testo dei Rhetores Graeci (tre volumi, 1853-56). La sua opera Über das Studium der Rhetorik bei den Alten (1842) è una preziosa descrizione dell'arte dell'eloquenza nei tempi classici.